# Kojonup
Kojonup (1 122 habitants) est un village situé à 256 km au sud-est de Perth sur l'Albany Highway. Il est le centre administratif du comté de Kojonup.

## Origine du nom
Le nom kojonup signifie un authentique hache de pierre de la galerie Kodja. 